# Dr. Mario
Dr. Mario – komputerowa gra logiczna stworzona i wydana przez Nintendo w 1990 roku. Jest to pierwsza gra serii gier logicznych Dr. Mario.

## Rozgrywka
Dr. Mario jest układanką logiczną podobną do Tetris pod względem mechaniki gry. Zadaniem gracza jest układanie dwukolorowych pigułek wrzucanych przez Mario do butelki, która stanowi planszę gry. Spadającą pigułkę można przesuwać w lewo i prawo oraz nią obracać. Na planszy rozmieszczone są wirusy występujące w trzech odmianach różniących się kolorem: niebieskie, czerwone i żółte. Ułozenie czterech lub więcej połówek pigułek i wirusów o takim samym kolorze w poziomej lub pionowej linii powoduje usunięcie ich z planszy. Po wyczyszczeniu w ten sposób butelki ze wszystkich wirusów gracz przechodzi na następny poziom, każdy kolejny zawierający więcej wirusów. Gra kończy się niepowodzeniem w momencie, gdy pigułki wypełnią butelkę w taki sposób, że zablokowana zostanie jej szyjka uniemożliwiając wrzucanie następnych pigułek.
Na początku gry gracz może wybrać poziom trudności od którego chce zacząć, poziom szybkości spadania pigułek oraz jeden z dwóch podkładów muzycznych lub jego wyłączenie. Dr. Mario ma 21 poziomów trudności (od 0 do 20) różniących się liczbą wirusów. Po przejściu dwudziestego poziomu liczba wirusów przestaje się zwiększać, a gracz może kontynuować grę dla zdobycia większego wyniku punktowego. Punkty w grze przyznawane są wyłącznie za eliminacje wirusów, a na ich liczbę wpływa poziom szybkości spadania pigułek. Poziomow tych jest trzy, im szybszy tym więcej punktów otrzymywanych za wirusa.

### Gra wieloosobowa
Dr. Mario oferuje tryb gry wieloosobowej dla dwóch osób, w którym gracze rywalizują ze sobą na oddzielnych planszach. W tym trybie zadaniem gracza jest wyczyszczenie swojej planszy z wirusów zanim zrobi to przeciwnik. Wygrywa gracz, który pierwszy wygra w trzech rundach.

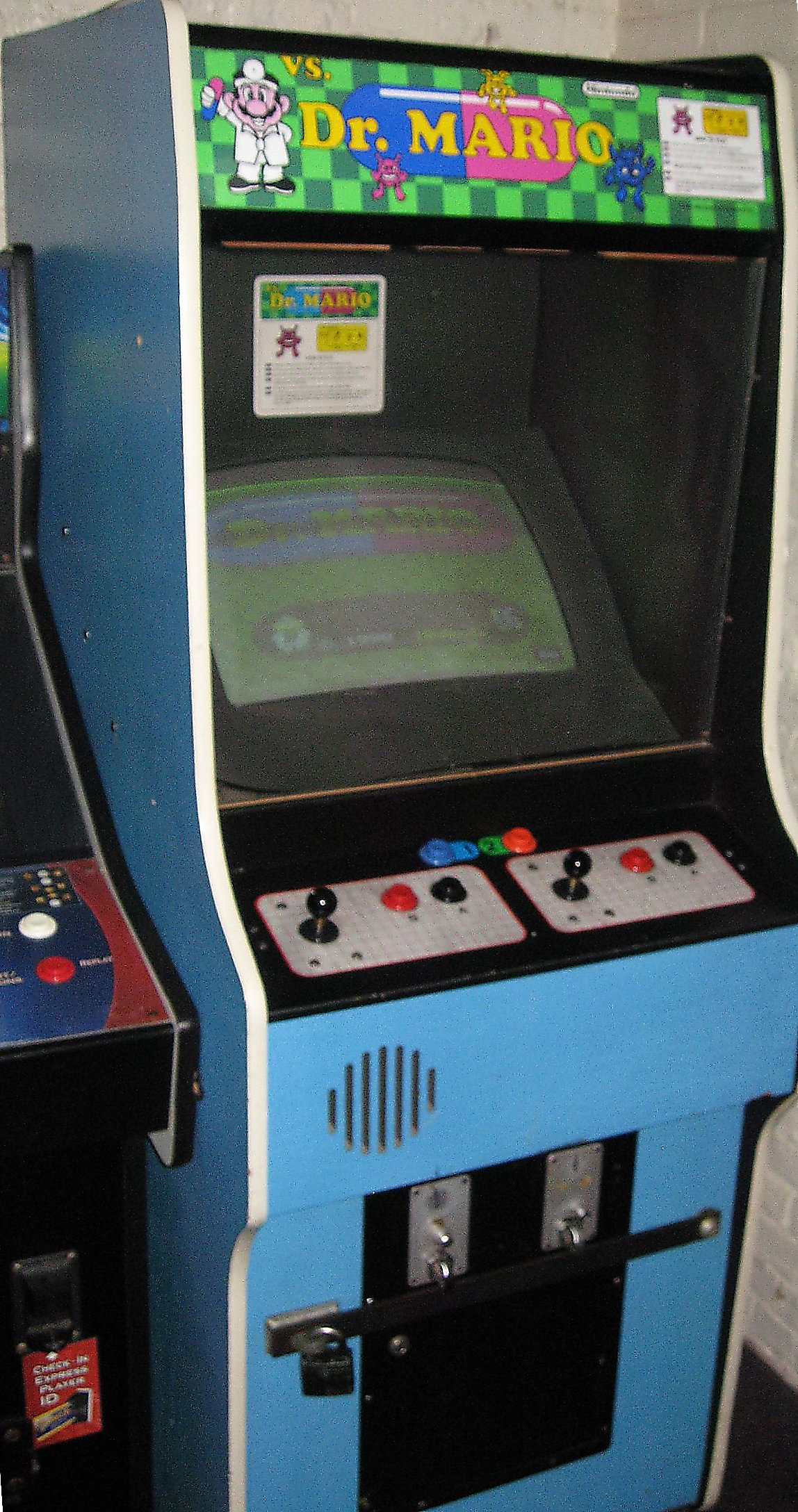
Wersja na automaty